# Blancafort (Cher)
 Blancafort  ist eine französische Gemeinde mit 1.002 Einwohnern (Stand 1. Januar 2022) im Département Cher in der Region Centre-Val de Loire; sie gehört zum Arrondissement Vierzon und zum Kanton Aubigny-sur-Nère.

## Bevölkerungsentwicklung
| Jahr      | 1962 | 1968 | 1975 | 1982 | 1990 | 1999 | 2008 | 2012 |
| Einwohner | 972  | 1007 | 936  | 1070 | 991  | 995  | 1131 | 1142 |

## Sehenswürdigkeiten
Siehe auch: Liste der Monuments historiques in Blancafort (Cher)
- Schloss Blancafort, 15. Jahrhundert
- Kirche Saint-Étienne, 15. Jahrhundert
- Zauberei-Museum (Musée de la sorcellerie)
- Canal de la Sauldre
- Schloss L’Hospital-du-Fresne

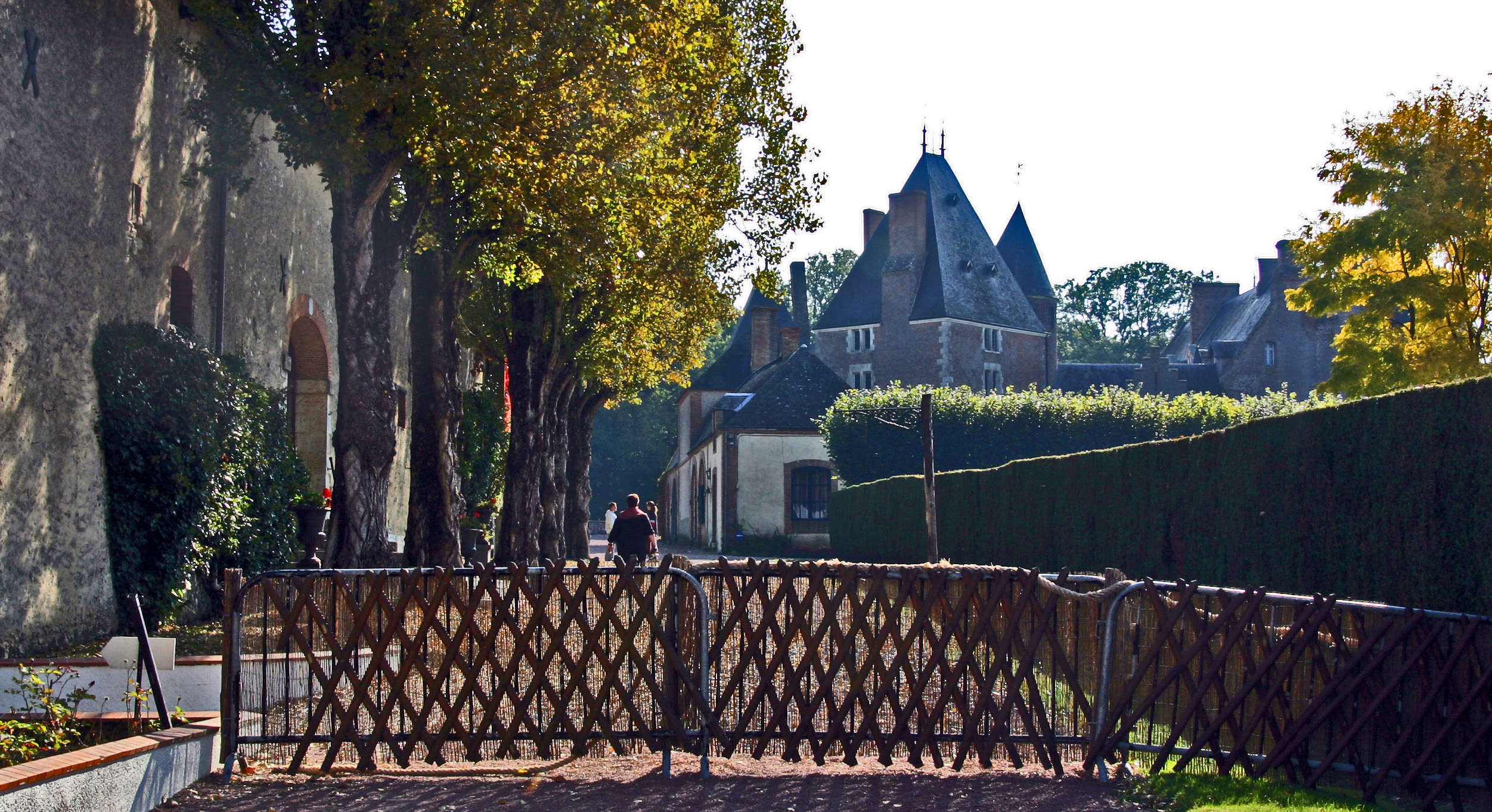
Schloss
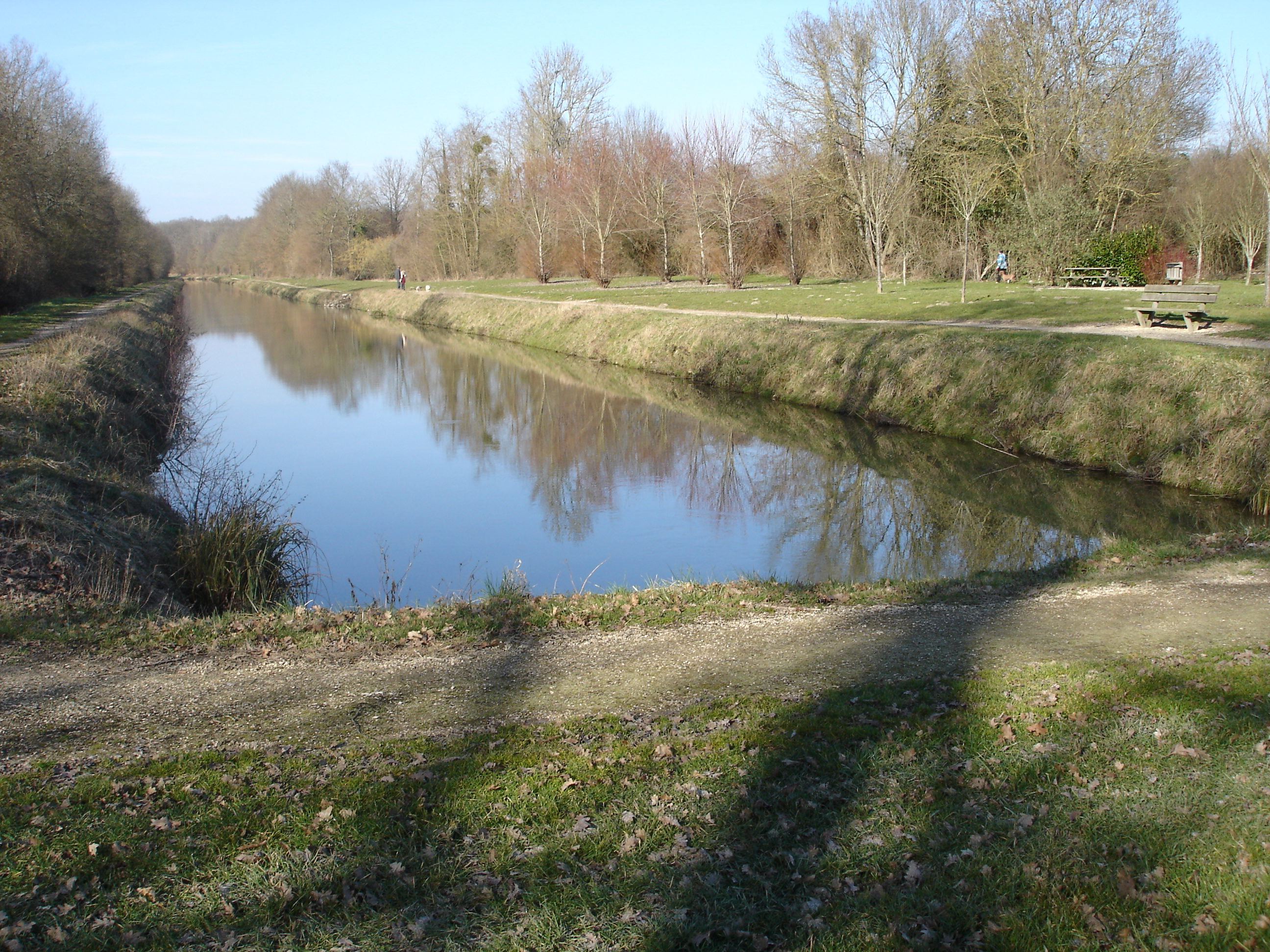
Anfang des Canal de la Sauldre in Blancafort
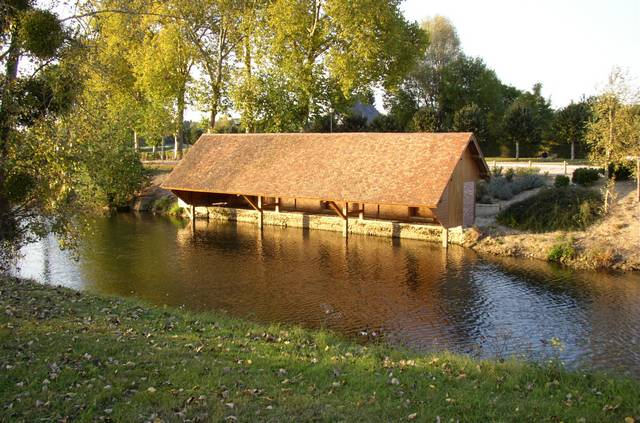
Waschhaus